# NACCO Industries

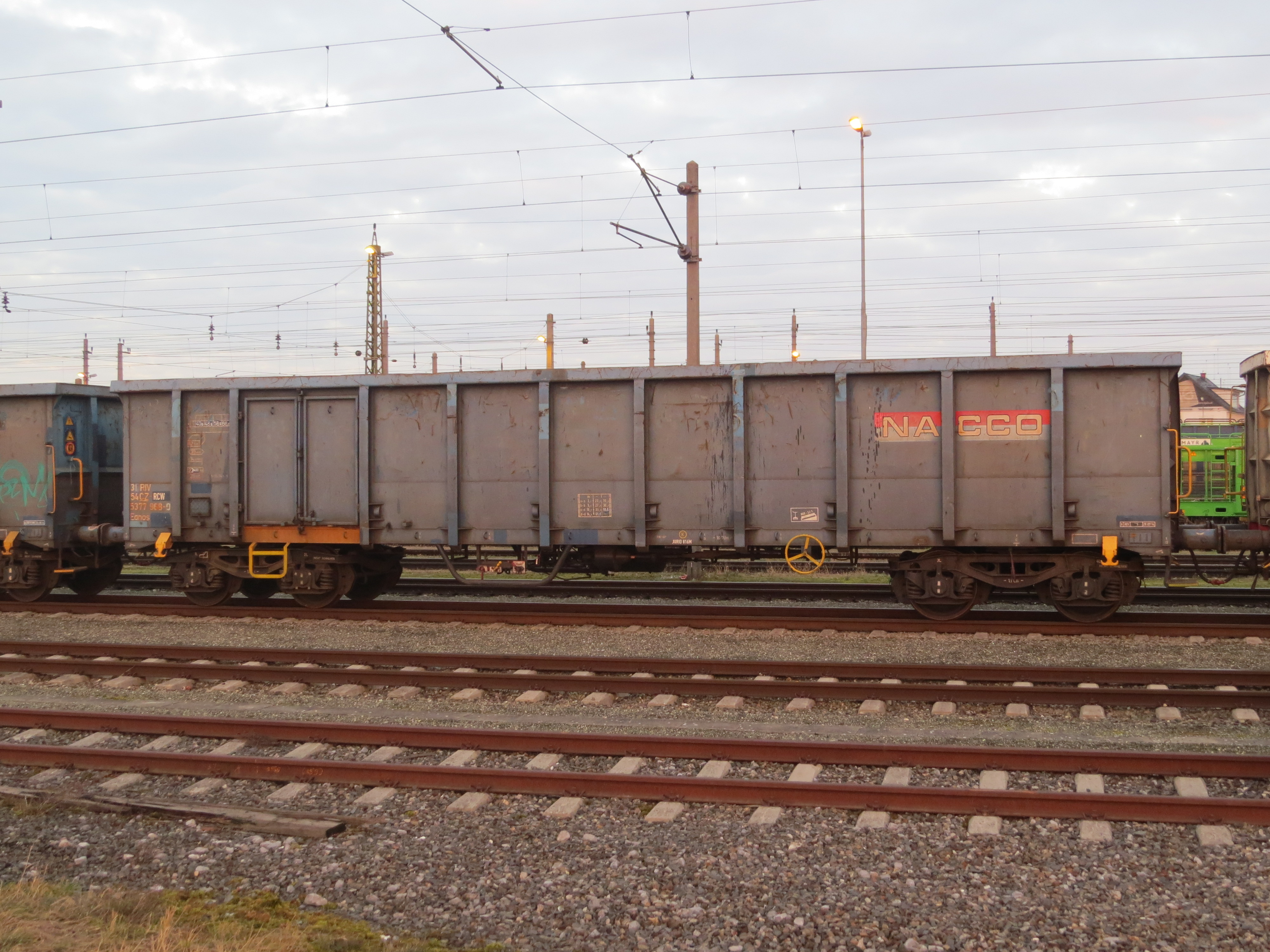
Güterwagen mit Aufschrift von NACCO am Bahnhof St. Valentin (2018)

NACCO Industries ist eine amerikanische Holding, die im Wesentlichen nur den Kohleförderer „North American Coal“ (NACoal) besitzt. Bis in die 2010er Jahre agierte Nacco als stark diversifizierter Mischkonzern.

## Geschichte
1913 kaufte Frank E. Taplin die Cleveland and Western Coal Company. 1925, mit der Übernahme der Powhatan Mining Company änderte diese ihren Namen in North American Coal Corporation, oder kurz NACCO.
1986 benannte sich das Unternehmen in NACCO Industries um und entschied sich für eine Diversifikation. 1985 und 1989 wurden daher die Hersteller von Flurförderfahrzeugen Yale Materials Handling Corp. und Hyster Company übernommen. 1989 kam außerdem der Hausgerätehersteller Proctor-Silex dazu.
Die „NACCO Materials Handling Group“ wurde 2012 als Hyster-Yale abgespalten. Damit verlor NACCO Industries den Großteil seines Umsatzes. Nacco SAS, Europas größte Leasing-Agentur für Kesselwagen, wurde 2014 von der CIT Group übernommen, und 2017 an die VTG AG weitergereicht.
Im September 2017 wurde die Hamilton Beach Brands Holding Co. von Nacco abgespalten. Seither ist Nacco ausschließlich in der Kohleförderung aktiv.

## Ehemalige Geschäftsbereiche
- Hyster-Yale, Hersteller von Fördertechnik und Gabelstaplern, 2012 abgespalten.
- NACCO SAS, Leasinggesellschaft für Eisenbahnwaggons, 2014 an die CIT Group verkauft.
- Hamilton Beach, Hersteller von Küchenutensilien und -geräten, 2017 abgespalten.